# Estación de Basauri (Metro de Bilbao)
Basauri es una estación subterránea del metro de Bilbao, situada en el municipio homónimo y que comenzó a funcionar el 11 de noviembre de 2011, convirtiéndose en la estación de destino de la línea L2 del metro de la capital vizcaína, y dando por finalizado el proyecto inicial de la red de ferrocarril metropolitano en el extremo este.
A 200 metros de la estación se ubica la estación de Renfe Cercanías de Bidebieta-Basauri.
Con el cierre previsto de la estación de cercanías de Ariz-Basauri, próxima a la estación de metro de Ariz y servida por Euskotren, se espera que dicha estación de metro y la presente, junto con la futura estación intermodal de Sarratu, absorban definitivamente toda su demanda de viajeros a Bilbao. Los viajeros que se dirijan hacia el este (Duranguesado, Busturialdea, etc.) mediante Euskotren Trena podrán hacer uso de las estaciones de metro de Ariz y Basauri, y la línea L2, a modo de lanzadera, para desplazarse hasta Sarratu y hacer transbordo, completamente gratis. Este cambio se enmarca dentro del proyecto de «Línea 5» para el metro de Bilbao.

## Accesos

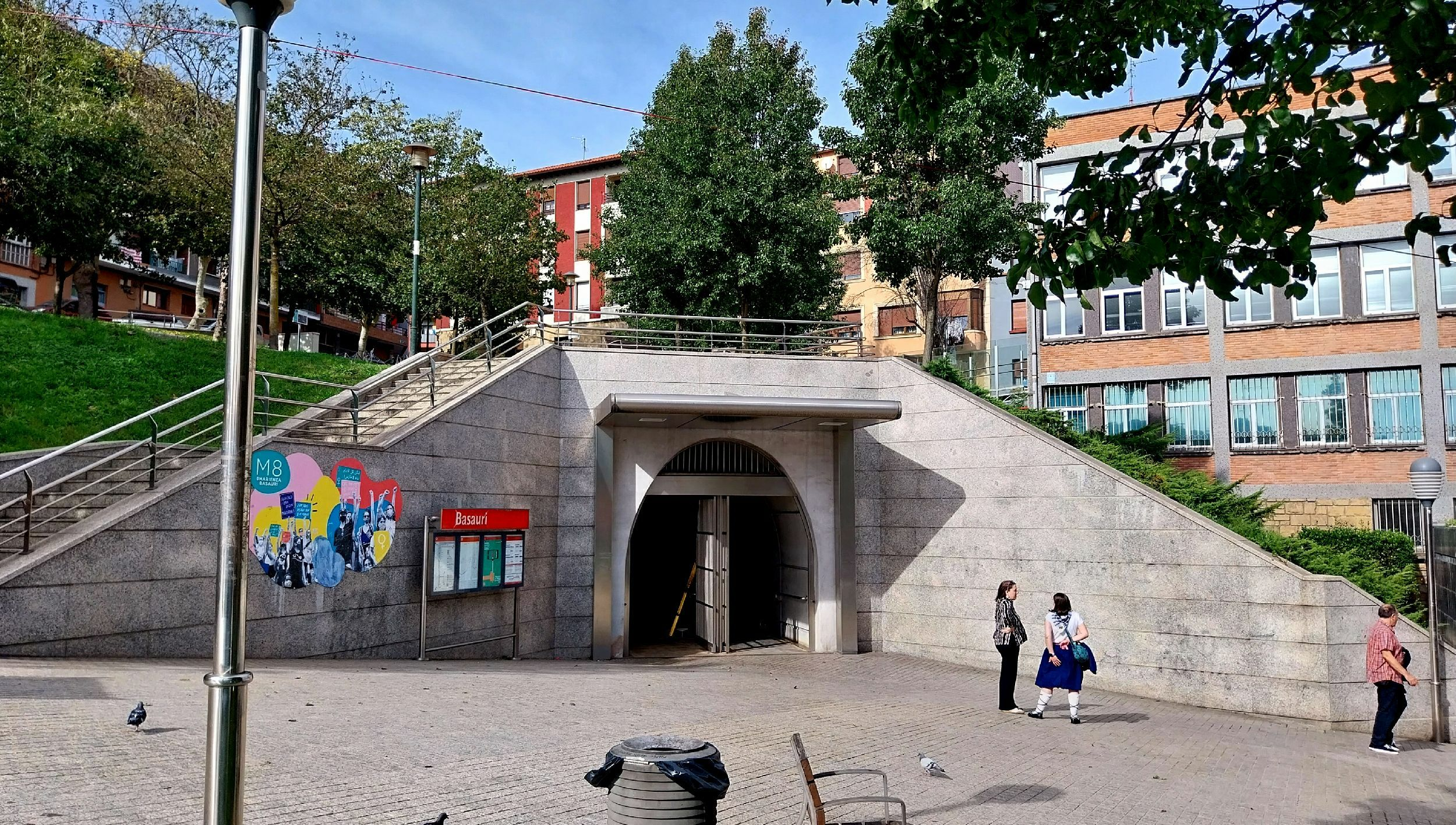
Acceso de la Calle Basozelai

La estación cuenta con un acceso con escaleras mecánicas, otro con pasillo rodante, y un tercero en forma de doble ascensor.
- C/ Basozelai, junto al Ayuntamiento (salida Basozelai)
- C/ Bidasoa, 2 (salida Bidasoa)
- C/ Gipuzkoa, 23 (salida Gipuzkoa)

### Accesos nocturnos
- C/ Bidasoa, 2 (salida Bidasoa)
- C/ Gipuzkoa, 23 (salida Gipuzkoa)